# Attila Molnár
Attila Molnár (Cluj-Napoca, 2 febbraio 1898 – ...) è stato un calciatore rumeno, di ruolo difensore.

## Carriera

### Club
Ha sempre giocato nel campionato rumeno.

### Nazionale
Ha rappresentato la Nazionale rumena in occasione delle Olimpiadi del 1924.